# Saula biroi
Saula biroi es una especie de coleóptero de la familia Endomychidae.

## Distribución geográfica
Habita en Malaca.